# 辛奧基夫卡
49°44′5″N 32°13′24″E / 49.73472°N 32.22333°E
辛奧奧基夫卡（烏克蘭語：Синьооківка）是位於烏克蘭中部的村莊，由切爾卡瑟州佐洛托諾沙區的沃茲內森斯凱市鎮負責管轄。該村始建於1754年，面積21.4平方公里，海拔高度113米，2007年人口740，人口密度每平方公里34.7人。